# Étoile d'Or St Léonard Angers
El Étoile d'Or St Léonard Angers es un equipo de baloncesto francés con sede en la ciudad de Angers, que compite en la NM3, la quinta competición de su país. Disputa sus partidos en el Salle des Villoutreys. Es el segundo equipo del Étoile Angers Basket, actualmente en NM1.

## Posiciones en liga
- 2009 - (1-NM2)
- 2010 - (14-NM1)
- 2011 - (9-NM2)
- 2012 - (NM3)
- 2013 - (6-NM2)
- 2014 - (5-NM2)
- 2015 - (1-NM2)
- 2016 - (4-NM2)
- 2017 - (12-NM2)